# Liste der Biografien/Willf
Liste der Biografien |
Portal Biografien |
Personensuche
# |
A |
B |
C |
D |
E |
F |
G |
H |
I |
J |
K |
L |
M |
N |
O |
P |
Q |
R |
S |
T |
U |
V |
W |
X |
Y |
Z |
?
 
Wa |
Wc |
Wd |
We |
Wh |
Wi |
Wj |
Wl |
Wn |
Wo |
Wr |
Ws |
Wt |
Wu |
Ww |
Wy |
Wz
 
Wia |
Wib |
Wic |
Wid |
Wie |
Wif |
Wig |
Wih |
Wii |
Wij |
Wik |
Wil |
Wim |
Win |
Wio |
Wip |
Wir |
Wis |
Wit |
Wiv |
Wiw |
Wix |
Wiz
 
Wila |
Wilb |
Wilc |
Wild |
Wile |
Wilf |
Wilg |
Wilh |
Wili |
Wilj |
Wilk |
Will |
Wilm |
Wiln |
Wilo |
Wilp |
Wilr |
Wils |
Wilt |
Wilu |
Wilw |
Wily |
Wilz
 
Willa |
Willb |
Willc |
Willd |
Wille |
Willf |
Willg |
Willh |
Willi |
Willj |
Willk |
Willm |
Willn |
Willo |
Willr |
Wills |
Willu |
Willv |
Willw |
Willy
Die Liste der Biografien führt alle Personen auf, die in der deutschsprachigen Wikipedia einen Artikel haben. Dieses ist eine Teilliste mit 8 Einträgen von Personen, deren Namen mit den Buchstaben „Willf“ beginnt.

## Willf

### Willfe
- Willfeld, Rainer (* 1945), deutscher Fußballtrainer

### Willfo
- Willford, Albert C. (1877–1937), US-amerikanischer Politiker
- Willfort, Friedrich Andreas (1879–1956), österreichischer Bauingenieur, Generalsekretär des „Österreichischen Ingenieur- und Architektenvereins“

### Willfr
- Willfratt, Raul (* 2001), Schweizer Unihockeyspieler

### Willfu
- Willführ, Liselotte (1912–1992), deutsche Schauspielerin
- Willführ, Paul (1885–1922), deutscher Leichtathlet
- Willführ, William (1881–1964), deutscher Politiker (CDU), MdL
- Willfurth, Gerald (* 1962), österreichischer Fußballspieler